# Forcipomyia kaneohe
Forcipomyia kaneohe är en tvåvingeart som beskrevs av Wirth och Francis Gard Howarth 1982. Forcipomyia kaneohe ingår i släktet Forcipomyia och familjen svidknott. Inga underarter finns listade i Catalogue of Life.